# Bertrand Ney

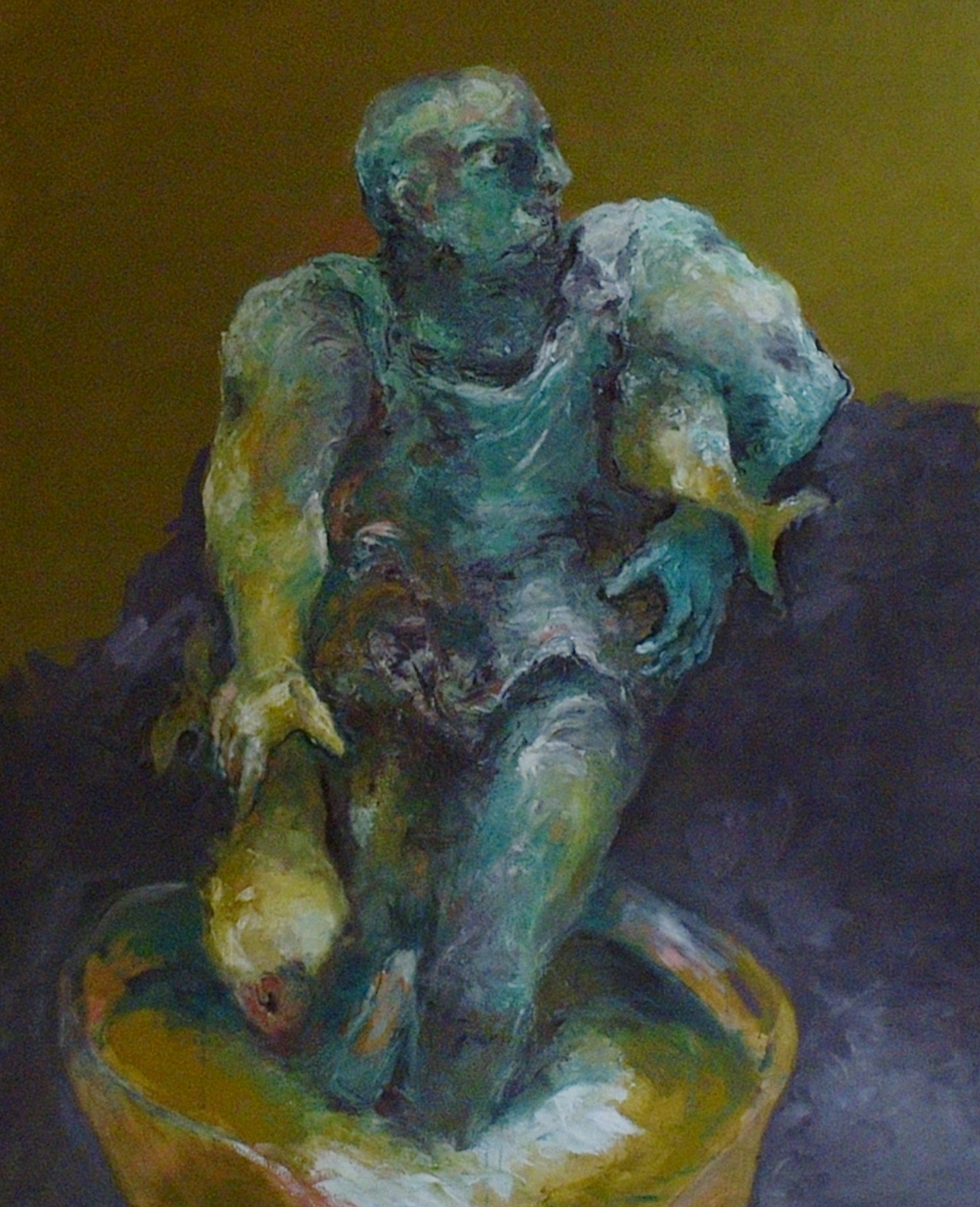
Ölbild von Bertrand Ney (fotografiert von François Besch)

Bertrand Ney (* 22. Oktober 1955 in Rodemack) ist ein französisch–luxemburger Bildhauer und Maler.

## Leben
Von 1978 studierte Ney zunächst an der École nationale supérieure d’art de Nancy und bis 1985 Bildhauerei bei Pol Bury an der École nationale supérieure des beaux-arts de Paris. 1986 wurde er in Luxemburg eingebürgert.
Ney stellte seit 1984 in Europa, Asien und den USA aus. Öffentliche Skulpturen schuf er in Luxemburg, Deutschland, Spanien, China, Südkorea und den USA. 1992 stellte er an der Expo 92 und 1993 an der Biennale von Venedig aus.  1994 wurde er mit dem Luxemburger Pierre-Werner-Preis ausgezeichnet. 2001 gewann er den ersten Preis beim Internationalen Bildhauersymposium in Icheon (Südkorea) und 2005 weilte er in der Cité Internationale des Arts Paris. 2010 stellte er im Stadtmuseum St. Wendel in Deutschland aus. Er wirkte zudem an dem
Bildhauersymposium Steine am Fluss und an der Straße des Friedens mit. Ney ist Mitglied des Luxemburger Großherzoglichen Instituts für Kunst und Literatur sowie des Cercle artistique de Luxembourg.

## Großskulpturen

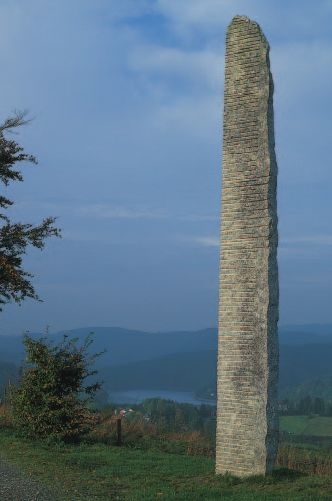
Jakobsleiter (Granit, 1999), Skulpturenweg zu Lultzhausen, Gemeinde Esch-Sauer
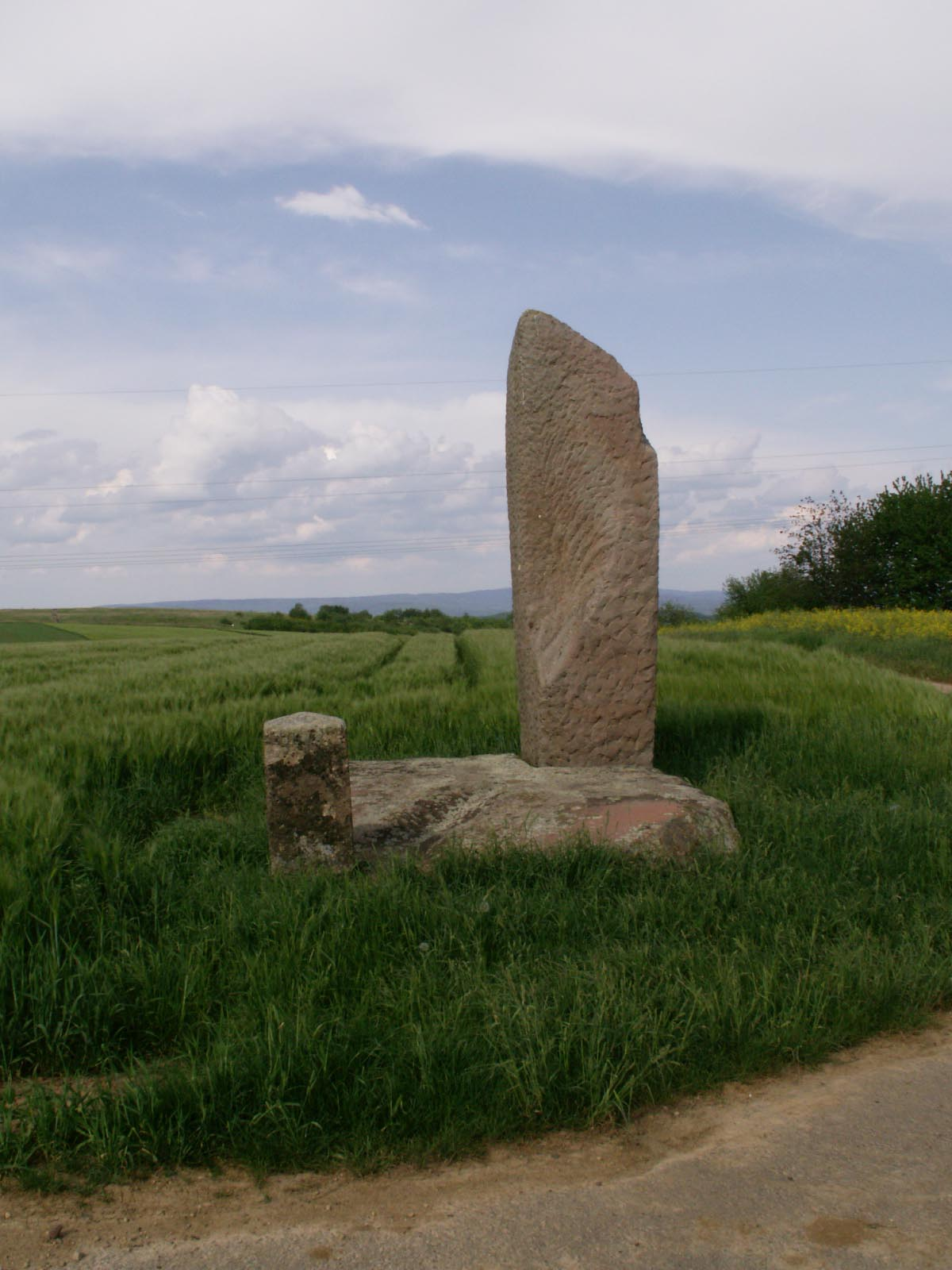
Steine an der Grenze, Merzig, 1988
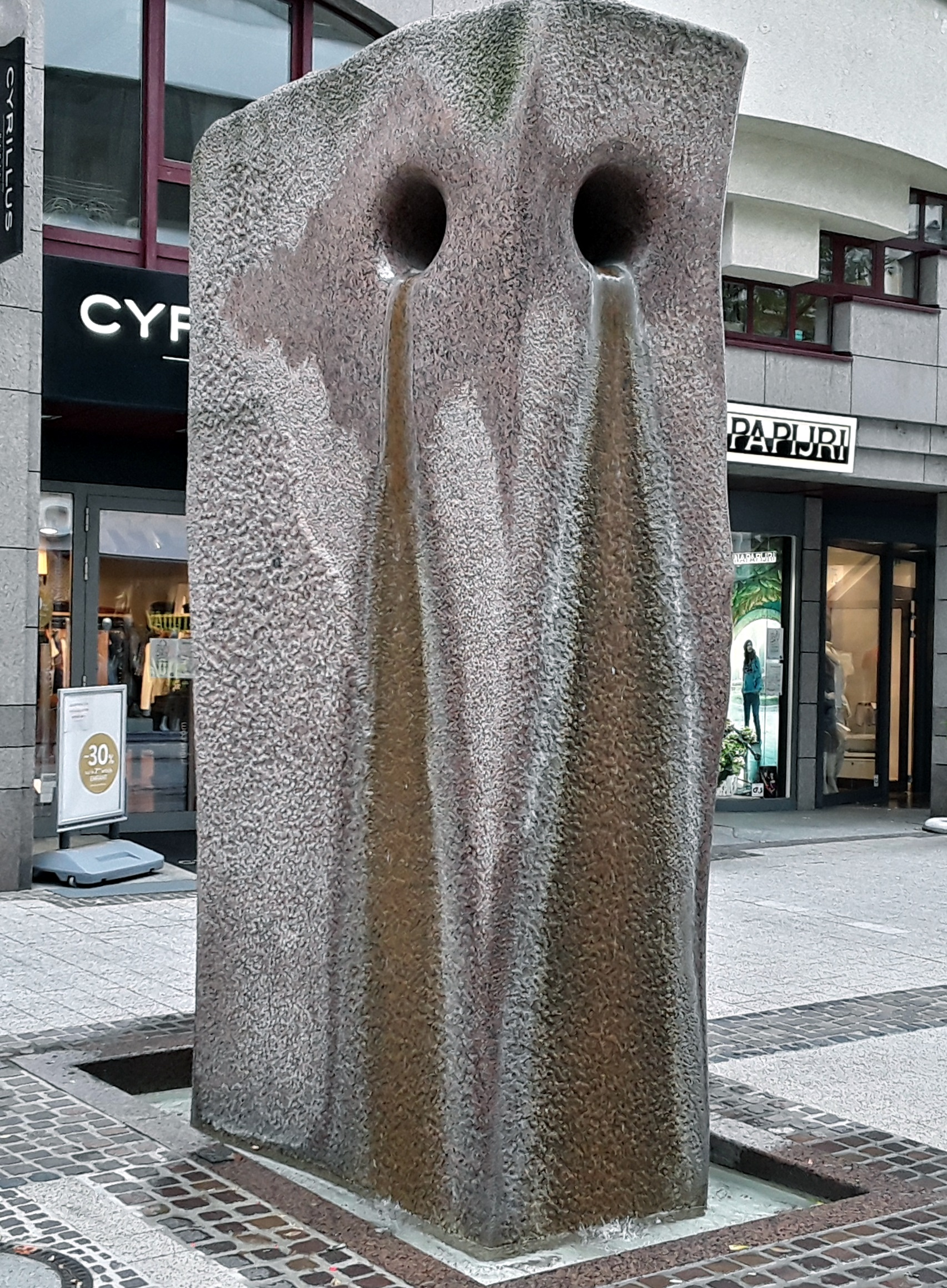
Brunnenskulptur „Rêve de pierre“, Luxemburg (Stadt)
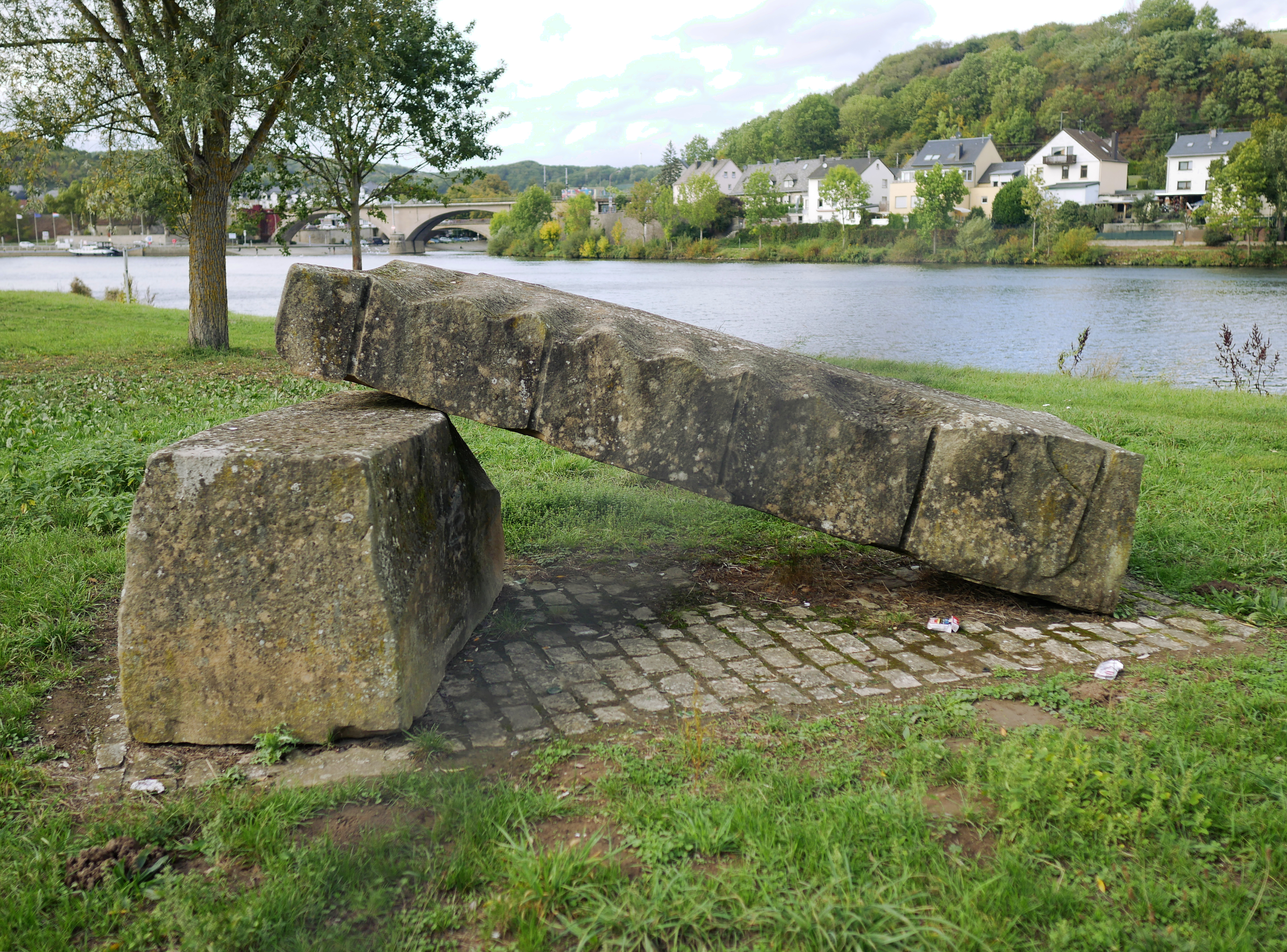
Au bord De l’Eau, Steine am Fluss, 1999